# 郭建仁
郭建仁（1962年—），河北宣化人，汉族，中华人民共和国政治人物、第十二届全国人民代表大会河北地区代表。
毕业于东北农业大学，加入中国共产党。2013年，被选为全国人大代表。2018年2月24日，当选为第十三届全国人大代表。